# 山東新華醫藥集團
山東新華醫藥集團有限責任公司，簡稱山東新華醫藥集團（英語：Shandong Xinhua Pharmaceutical Group Company Limited），於1995年由山東新華製藥廠組成一家控股公司，曾為華魯控股集團有限公司旗下，2018年与华鲁集团吸收合并后撤销建制。
業務是經營製藥、化工、建築工程設計、餐飲、包裝、化工機械、儀表等銷售及製造、進出口業務等。而旗下山東新華製藥股份有限公司則在1996年12月31日和1997年3月27日分別於香港和深圳上市。
而董事長為張代銘，總部位於山东省淄博市张店区东一路19号。
2006年10月23日，新华集团控股股东新华鲁抗集团的国有产权无偿划入华鲁控股。划转后，华鲁控股负责注销新华鲁抗集团，承继新华鲁抗集团的债权债务，公司保留法人地位，成为华鲁控股的全资子公司。
2018年7月，山东省国资委原则同意华鲁控股吸收合并新华制药控股股东新华集团的方案。11月26日，华鲁集团与新华集团签署《合并协议》，新华集团建制不再保留。

## 連結
- XHZY.com （页面存档备份，存于）